# Myriophyllum pedunculatum
Myriophyllum pedunculatum är en slingeväxtart. Myriophyllum pedunculatum ingår i släktet slingor, och familjen slingeväxter.

## Underarter
Arten delas in i följande underarter:
- M. p. longibracteolatum
- M. p. novae-zelandiae